# Rrahman Rama

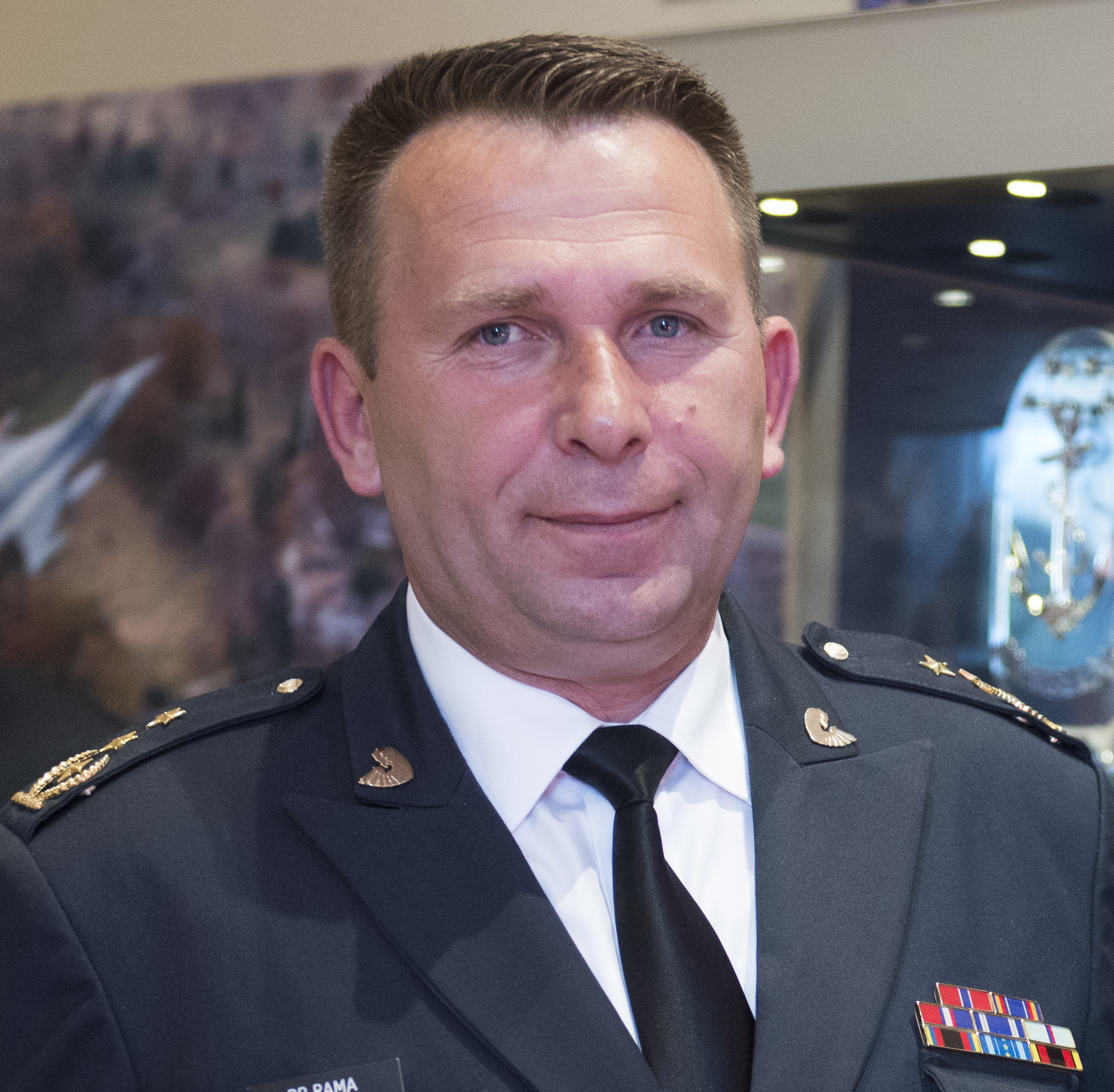

Rrahman Rama (geb. 5. Juni 1967; Mitrovica, Sozialistische Föderative Republik Jugoslawien) ist ein kosovarischer Offizier, welcher derzeit Kommandant der Kosovo Security Force ist.

## Leben
Rama erhielt seine Schulbildung in Vushtrria, wo er 1990 einen Abschluss erhielt. Dann schlug er eine militärische Laufbahn ein und fungierte als Kommandant in verschiedenen Gebieten des Kosovo (1998–2009). 2009 erhielt er eine Fortbildung Senior Officer Course im European Center for International Security (EUCIS, „George Marshall“) in Garmisch-Partenkirchen. Noch 2014 erwarb er einen Bachelor für International General Management in Pristina.

2009 wurde er Dep/Commander der Sicherheitskräfte des Kosovo und Commander of Land Force Command for the Kosovo Security Force.
Seit 2015 ist er Commander der Sicherheitskräfte des Kosovo im Rang eines Lieutenant General nach Ernennung durch Präsident Atifete Jahjaga.
2020 unterstützte Rama bei einem Treffen mit dem Präsidenten von Nordmazedonien, Stevo Pendarovski, in Skopje die Forderung Nordmazedoniens auf eine Mitgliedschaft in der NATO.